# Ancylometis asbolopa
Ancylometis asbolopa är en fjärilsart som beskrevs av Edward Meyrick 1923. Ancylometis asbolopa ingår i släktet Ancylometis och familjen praktmalar, Oecophoridae. Inga underarter finns listade i Catalogue of Life.